# Tugo Klasinc
Tugo Klasinc, slovenski radijski in televizijski novinar, * 22. oktober 1923, Ljubljana, † 7. januar 2018.

## Življenjepis
Tugo Klasinc se je v Ljubljani 22. oktobra 1923 rodil mami Idi in očetu Janku Klasincu. Oče je bil višji uradnik na železnici, mati pa šivilja. Stanovali so v ljubljanski Rožni dolini, Tugo pa se šolal je na Viču, na tamkajšnji osnovni šoli, kasneje pa na I. gimnaziji na Vegovi ulici v Ljubljani. V njegovi generaciji so se šolali tudi nekateri znani Slovenci kot denimo akademski slikar Jože Ciuha in pisatelj Andrej Hieng. 
Že kot mladega je Tuga vleklo k športu. Z desetimi leti je začel igrati nogomet, ljuba pa mu je bila tudi atletika. Kmalu se je vključil v Športni klub Soča. 

### Druga svetovna vojna in NOB
Brezskrbne mladostne dni je kruto prekinila druga svetovna vojna z italijansko okupacijo. Predsednik Športnega kluba Soča je bil takrat Milan Česnik, kasnejši narodni heroj, ki je mlade športnike organiziral tudi kot ilegalce. Okupatorjem so zakuhali marsikatero nevšečnost, dokler jih ni leta 1942 izdal eden od sosedov. Milana Česnika so fašisti ujeli in ga ustrelili kot talca, Tuga in še 17 njegovih kolegov pa so aretirali ter jih 17. maja 1942 odpeljali v italijansko fašistično taborišče Gonars. 
Po kapitulaciji Italije je septembra 1943 zbežal iz taborišča in jo peš mahnil proti Sloveniji . V Goriških Brdih se je pridružil partizanski brigadi Simona  Gregorčiča in še isto leto postal komisar 1. čete 1. bataljona te brigade. Leta 1944 je bil premeščen v štab  brigade Simona Gregorčiča, kjer je postal propagandist. Uvodoma je organiziral pevski zbor, pomagal organizirati mitinge in celo strelsko tekmovanje, novembra istega leta pa so ga kot uspešnega recitatorja in tudi pevca dodelili v igralsko skupino IX. Korpusa. Igralska skupina je med vojno nastopala po vsej Primorski in skušala ljudem vsaj malo razvedriti težke čase. Slovensko besedo so širili tudi po Benečiji in Reziji. Malokdo ve, da so v začetku leta 1945 na osvobojenem ozemlju v Cerknem zgradili celo dvorano za 2.000 (!) ljudi in v njej pripravili teden slovenske kulture. V zadnji ofenzivi so Nemci dvorano požgali. Na Primorskem je igralska skupina med drugimi – prvič po 20. letih italijanskega potujčevanja – uprizorila Finžgarjevo Razvalino življenja in celo Vodopivčevo spevoigro Kovačev študent. Z igralsko skupino IX. Korpusa je Tugo s soborci pričakal tudi osvoboditev. Sodeloval je pri osvobajanju Trsta, ki so ga kasneje zavezniki z Londonskim sporazumom dodelili Italiji. A  1. maja 1945 je v Trst vkorakala partizanska vojska in igralska skupina IX. Korpusa je osvoboditev slavila tako, da je teden dni nastopala na Radiu Trst s programom v slovenščini. »Do onemoglosti smo recitirali, tako je vrelo iz nas,« se je teh dni rad spominjal Tugo. 
V narodnoosvobodilni borbi in po njej je Tugo Klasinc dobil naslednja odlikovanja:
- Red »Zasluge za narod« III (1947)
- Red »Zasluge za narod« II (1950)
- Red dela s srebrnim vencem (1965)
- Red dela z zlatim vencem (1974)

### Povojno šolanje
Takoj po osvoboditvi Ljubljane, je Tugo s tovariši prišel domov. Najprej je končal gimnazijo in opravil maturo in si začel iskati delo. Kljub temu, da je tam delal njegov oče Janko, pa so mu do službe na železnici pomagali tovariši iz časov NOB. Zaposlili so ga na železniški postali Rakovnik in opravil je tudi vse železničarske izpite. Rad se je pohvalil, da se je naučil tudi Morsejeve abecede. A to je bilo zanj vendarle premalo. Želja po znanju ga je gnala naprej in odšel je v Beograd študirat na visoko diplomatsko šolo, kjer je tudi diplomiral.

### Diplomacija
Po končani diplomi se je leta 1947 zaposlil na jugoslovanskem Ministrstvu za zunanje zadeve, kjer so Tuga poslali za diplomatskega atašeja v Francijo. Najprej v Metz na SV Francije, kjer je bilo takrat veliko jugoslovanskih delavcev zaposlenih v rudniku železove rude in jeklarni. Zato je imela tam Jugoslavija svoj konzulat, ki je urejal vse potrebno za jugoslovanske državljane. Kmalu pa so Tuga premestili na veleposlaništvo v Parizu. Tam je delal do jeseni leta 1950, potem pa  zapusti ta poklic in se vrnil v Ljubljano. 

### Radio Ljubljana in Radio Koper
Na ljubljanskem Radiu se je zaposlil kot režiser mladinskih oddaj, že leto kasnje pa je bil poslan v Koper kjer so s kolegi pod vodstvom Lada Poharja ustanovili Radio Koper. Tam je delal kot novinar, režiser, voditelj oddaj. Uvedel je oddajo Glasba po željah. Istočasno pa je tudi igral in režiral v koprskem gledališču. Tugova večna ljubezen je bil šport. Bil je med ustanovnimi člani nogometnega kluba Koper in zanj nekaj sezon igral v prvi slovenski ligi. Bil pa je tudi tajnik koprskega veslaškega kluba Nautilus, kot zaprisežen novinar pa je dopisoval tudi v  beograjski časopis Sport.
Leta 1956 ga je tedanji direktor Radia Ljubljana prosil naj se vrne v Ljubljano v pomoč Dragu Košmrlju in Marjanu Marincu pri urejanju oddaje Veseli večer. Z Marincem sta med vojno sodelovala že v igralski skupini 9.korpusa. Tugo je pogosto pripovedoval, da so imeli pri pripravi razvedrilnih oddaj precejšnje težave zaradi stroge cenzure. Takrat niso bile možne nobene šale na račun partije in funkcionarjev. Tugo je večkrat pripovedoval, da se je pogosto zgodilo, da so šefi še isti dan, ko bi morala biti na sporedu, zaradi cenzure spremenili skoraj celotno oddajo. 

### Televizija
Leta 1957 se je iz Kopra vrnil v Ljubljano Tugov kolega Lado Pohar, ki je postal direktor slovenske nacionalne televizije. Do takrat je bilo namreč v Sloveniji možno gledati samo hrvaške in srbske TV programe ter sem ter tja kakšno tujo zabavnoglasbeno oddajo.  Redne oddaje TV Ljubljana so se začele 11. oktobra 1958. Ko so začeli postavljati slovensko TV, je bil Tugo najprej  urednik zabavnega programa. Tam je veliko sodeloval z našimi priznanimi glasbenimi skladatelji Bojanom Adamičem, Jožetom Privškom, Mojmirjem Sepetom, Borutom Lesjakom in Jožetom Kampičem ter s pevkami in pevci Majdo Sepe, Marjano Deržaj, Beti Jurkovič, Berto Ambrož, Jelko Cvetežar, Stanetom Mancinijem, Ninom Robičem, Rafkom Irgoličem in drugimi zvezdami tedanje jugoslovanske in tudi tuje popevke. Malo ljudi ve, da je Tugo v tistem času napisal veliko besedil za slovenske priredbe tujih znanih pesmi, bil je avtor številnih skečev, včasih pa je pri kakšni oddaji vskočil tudi kot igralec.
Vodstvo TV Ljubljana je Tuga s 1. majem 1962 imenovalo za urednika športnega programa TV. Kot velik ljubitelj športa ga je to delo zelo veselilo in ni čudno, da  je v javnosti pustilo njegov največji pečat. Bil je urednik, novinar, komentator in včasih tudi režiser športnih prenosov. Bil je med tistimi, ki so pripravili prvi slovenski evrovizijski prenos skokov iz Planice, realiziral je tudi prvi TV prenos ženskega smučarskega tekmovanja - mariborske Zlate lisice. Uvedel je odmevno športno oddajo »Na sedmi stezi«, ki je vsak teden poročala o dosežkih slovenskih amaterskih in profesionalnih športnikov na vseh športnih področjih in zvrsteh. Tugo je bil tudi reporter z Olimpijskih iger 1972 v Munchnu in 1976 v Montrealu. Po uradni upokojitvi je še vedno pomagal pri pripravi raznih oddaj in bil mentor mladim novinarjem. 
V prvih letih TV Slovenija ni imela lastnega informativnega programa. Leta 1958 je bil dvakrat tedensko na sporedu le TV Obzornik, oddaja, ki je v slovenskem jeziku poročala o dogajanjih po vsej Sloveniji. Šele 4 leta kasneje ( 1. 11. 1962)  je prišel TV Obzornik na spored vsak dan. Televizijski dnevniki pa so bili v srbskem jeziku predvajani iz Beograda. Dolgoletna želja slovenskih televizijskih ustvarjalcev je bila, da bi slovenski gledalci   lahko gledali poročila o dogajanjih doma in po svetu v maternem jeziku. To v tedanji politični situaciji v Jugoslaviji ni bilo lahko uresničiti. Uspelo jim je šele 15. aprila 1968 in urednik prvega TV Dnevnika v slovenščini je bil Tugo Klasinc. Na začetku so vodstvo RTV ter politika Mitja Ribičič in Josip Vidmar spregovorili o pomenu V Tugovih zapiskih zasledimo, da so takrat poročali o Titovem obisku na Japonskem in v Mongoliji, pa o tem, da je tedanji predsednik Skupščine Republike Slovenije »sprejel kmetijske proizvajalce«, mariborska občinska skupščina je razpravljala o perečih vprašanjih mariborskega gledališča, v vesolju pa sta se združila dva sovjetska satelita.
Zadnja leta svojega aktivnega novinarstva je Tugo Klasinc med drugim urejal oddajo »Čas, ki živi«. To je bila mesečna oddaja o dogodkih iz narodnoosvobodilnega boja, ki jih je kot Tugo kot nekdanji partizan dobro razumel. Pod Klasinčevo taktirko so jih pripravili več kot 50 in njihov cilj je bil za zanamce, za bodoče mlade rodove pustiti o času, ko je slovenski narod bil oborožen boj za svoj obstoj, pustiti dokumente o tem času. Tugo Klasinc je za revijo STOP leta 1980 o tem dejal: »Bolj in bolj se od nas odmika čas velikih dejanj, ki so jih opravljali mali ljudje. Naši soborci umirajo. Mudi se nam, da zabeležimo njihove spomine. Te oddaje nimajo namena raziskovati, njihov namen je čim bolj verodostojno zabeležiti čas, ki lahko vse naslednje rodove nauči marsičesa tudi za današnje dni.«
Za svoje delo na področju novinarstva je Tugo Klasinc prejel številna priznanja:  
- leta 1983 Nagrado vstaje,
- zlato priznanje Zveze športnih novinarjev Jugoslavije in
- leta 1990 Bloudkovo nagrado.

Tugo Klasinc je imel dva otroka - hčerko Janjo in sina Marka. Zadnja leta je živel v ljubljanskem domu upokojencev Tabor.